# Ciclismo ai Giochi della XXXIII Olimpiade - Americana femminile
Le gare di americana femminile dei Giochi della XXXIII Olimpiade si sono svolte il 9 agosto al velodromo di Saint-Quentin-en-Yvelines. Si tratta della seconda apparizione di questa specialità.
La competizione ha visto la partecipazione di 30 atlete di 15 nazioni.

## Programma
| Data          | Ora (UTC+2) | Turno     |
| ------------- | ----------- | --------- |
| 9 agosto 2024 | 18:09       | Americana |

## Regolamento
La gara di americana o madison femminile si svolge su 120 giri (30 km), con 12 volate intermedie ogni 10 giri. 
Lo scopo dell'americana è quello di conquistare più giri possibili sul gruppo, cercando la fuga e rientrando nel gruppo stesso: la classifica sarà infatti stilata in base al numero di tornate completate da ciascuna squadra (che vuole anche dire in base al numero di giri di ritardo dalla coppia vincitrice). A parità di giri, si considerano ai fini della graduatoria i punti conquistati nelle volate intermedie: per ogni volata vengono assegnati, come nella corsa individuale, 5 punti al primo classificato, 3 al secondo, 2 al terzo e 1 al quarto. In caso di parità sia di giri sia di punti, si terrà conto del piazzamento nell'ultima volata.

## Risultati[2]
| Atleta                              | Nazione       | Punti | Giri | Posizione |
| ----------------------------------- | ------------- | ----- | ---- | --------- |
| Chiara Consonni Vittoria Guazzini   | Italia        | 37    | 1    |           |
| Elinor Barker Neah Evans            | Gran Bretagna | 31    |      |           |
| Lisa van Belle Maike van der Duin   | Paesi Bassi   | 28    | 1    |           |
| Jennifer Valente Lily Williams      | Stati Uniti   | 18    |      | 4°        |
| Marion Borras Clara Copponi         | Francia       | 17    |      | 5°        |
| Amalie Dideriksen Julie Leth        | Danimarca     | 16    |      | 6°        |
| Daria Pikulik Wiktoria Pikulik      | Polonia       | 14    |      | 7°        |
| Bryony Botha Emily Shearman         | Nuova Zelanda | 7     |      | 8°        |
| Georgia Baker Alexandra Manly       | Australia     | 6     |      | 9°        |
| Katrijn De Clercq Hélène Hesters    | Belgio        | 5     |      | 10°       |
| Lara Gillespie Alice Sharpe         | Irlanda       | 3     |      | 11°       |
| Maho Kakita Tsuyaka Uchino          | Giappone      | 1     |      | 12°       |
| Franziska Brauße Lena Reißner       | Germania      | 0     |      | 13°       |
| Michelle Andres Aline Seitz         | Svizzera      | 0     |      | 14°       |
| Ariane Bonhomme Maggie Coles-Lyster | Canada        | DNF   | DNF  | 15°       |